# أولاد غنام (أولاد علي الطوالع)
أولاد غنام هي إحدى مشيخات المملكة المغربية، تتبع جغرافيا لإقليم بنسليمان وإداريًا لأولاد علي الطوالع. يقدر عدد سكانها بـ 5056 نسمة حسب الإحصاء الرسمي للسكان والسكنى لسنة 2004.